# Federico II di Brandeburgo-Ansbach
Federico II di Brandeburgo-Ansbach (Ansbach, 1º maggio 1616 – Nördlingen, 6 settembre 1634) fu margravio di Brandeburgo-Ansbach dal 1625 fino alla propria morte.

## Biografia
Federico era il figlio del margravio Gioacchino Ernesto e della moglie Sofia di Solms-Laubach. 
Alla morte del padre ereditò il margraviato di Brandeburgo-Ansbach, anche se era ancora minorenne. La reggenza pertanto venne affidata alla madre.
Divenne maggiorenne nel 1634 e partecipò alla Battaglia di Nördlingen.
Morì celibe e quindi senza eredi legittimi. Gli succedette il fratello Alberto.

## Ascendenza
|                                                         |                                              |                                                   | Genitori                                       |  |  | Nonni |  |  | Bisnonni                                            |  |  | Trisnonni                                         |  |
|                                                         |                                              |                                                   |                                                |  |  |       |  |  | Gioacchino II, XII principe elettore di Brandeburgo |  |  | Gioacchino I, XI principe elettore di Brandeburgo |  |
|                                                         |                                              |                                                   |                                                |  |  |       |  |  | Gioacchino II, XII principe elettore di Brandeburgo |  |  | Gioacchino I, XI principe elettore di Brandeburgo |  |
|                                                         |                                              | Elisabetta di Danimarca                           |                                                |  |  |       |  |  | Gioacchino II, XII principe elettore di Brandeburgo |  |  |                                                   |  |
| Giovanni Giorgio, XIII principe elettore di Brandeburgo |                                              |                                                   |                                                |  |  |       |  |  | Gioacchino II, XII principe elettore di Brandeburgo |  |  |                                                   |  |
|                                                         |                                              | Maddalena di Sassonia                             | Giorgio, IX duca di Sassonia                   |  |  |       |  |  |                                                     |  |  |                                                   |  |
|                                                         |                                              | Maddalena di Sassonia                             | Giorgio, IX duca di Sassonia                   |  |  |       |  |  |                                                     |  |  |                                                   |  |
|                                                         |                                              | Maddalena di Sassonia                             | Barbara di Polonia                             |  |  |       |  |  |                                                     |  |  |                                                   |  |
| Gioacchino Ernesto, VI margravio di Brandeburgo-Ansbach |                                              | Maddalena di Sassonia                             |                                                |  |  |       |  |  |                                                     |  |  |                                                   |  |
|                                                         |                                              | Gioacchino Ernesto, III principe di Anhalt-Zerbst | Giovanni IV, I principe di Anhalt-Zerbst       |  |  |       |  |  |                                                     |  |  |                                                   |  |
|                                                         |                                              | Gioacchino Ernesto, III principe di Anhalt-Zerbst | Giovanni IV, I principe di Anhalt-Zerbst       |  |  |       |  |  |                                                     |  |  |                                                   |  |
|                                                         |                                              | Gioacchino Ernesto, III principe di Anhalt-Zerbst | Margherita di Brandeburgo                      |  |  |       |  |  |                                                     |  |  |                                                   |  |
| Elisabetta di Anhalt-Zerbst                             |                                              | Gioacchino Ernesto, III principe di Anhalt-Zerbst |                                                |  |  |       |  |  |                                                     |  |  |                                                   |  |
|                                                         |                                              | Agnese di Barby-Mühlingen                         | Volfango I, IX conte di Barby-Mühlingen        |  |  |       |  |  |                                                     |  |  |                                                   |  |
|                                                         |                                              | Agnese di Barby-Mühlingen                         | Volfango I, IX conte di Barby-Mühlingen        |  |  |       |  |  |                                                     |  |  |                                                   |  |
|                                                         |                                              | Agnese di Barby-Mühlingen                         | Agnese di Mansfeld                             |  |  |       |  |  |                                                     |  |  |                                                   |  |
| Federico II, VII margravio di Brandeburgo-Ansbach       |                                              | Agnese di Barby-Mühlingen                         |                                                |  |  |       |  |  |                                                     |  |  |                                                   |  |
|                                                         | Federico Magnus I, II conte di Solms-Laubach | Otto, I conte di Solms-Laubach                    |                                                |  |  |       |  |  |                                                     |  |  |                                                   |  |
|                                                         | Federico Magnus I, II conte di Solms-Laubach | Otto, I conte di Solms-Laubach                    |                                                |  |  |       |  |  |                                                     |  |  |                                                   |  |
|                                                         | Federico Magnus I, II conte di Solms-Laubach | Anna di Meclemburgo-Schwerin                      |                                                |  |  |       |  |  |                                                     |  |  |                                                   |  |
| Giovanni Giorgio I, III conte di Solms-Laubach          | Federico Magnus I, II conte di Solms-Laubach |                                                   |                                                |  |  |       |  |  |                                                     |  |  |                                                   |  |
|                                                         |                                              | Agnese di Wied                                    | Giovanni III, IV conte di Wied                 |  |  |       |  |  |                                                     |  |  |                                                   |  |
|                                                         |                                              | Agnese di Wied                                    | Giovanni III, IV conte di Wied                 |  |  |       |  |  |                                                     |  |  |                                                   |  |
|                                                         |                                              | Agnese di Wied                                    | Elisabetta di Nassau-Siegen                    |  |  |       |  |  |                                                     |  |  |                                                   |  |
| Sofia di Solms-Laubach                                  |                                              | Agnese di Wied                                    |                                                |  |  |       |  |  |                                                     |  |  |                                                   |  |
|                                                         |                                              | Giorgio I, IX signore di Schönburg-Glauchau       | Ernesto II, VIII signore di Schönburg-Glauchau |  |  |       |  |  |                                                     |  |  |                                                   |  |
|                                                         |                                              | Giorgio I, IX signore di Schönburg-Glauchau       | Ernesto II, VIII signore di Schönburg-Glauchau |  |  |       |  |  |                                                     |  |  |                                                   |  |
|                                                         |                                              | Giorgio I, IX signore di Schönburg-Glauchau       | Amelia di Leisnig                              |  |  |       |  |  |                                                     |  |  |                                                   |  |
| Margherita di Schönburg-Glauchau                        |                                              | Giorgio I, IX signore di Schönburg-Glauchau       |                                                |  |  |       |  |  |                                                     |  |  |                                                   |  |
|                                                         |                                              | Dorothea di Reuss-Greiz                           | Heinrich XIV, VI signore di Reuss-Greiz        |  |  |       |  |  |                                                     |  |  |                                                   |  |
|                                                         |                                              | Dorothea di Reuss-Greiz                           | Heinrich XIV, VI signore di Reuss-Greiz        |  |  |       |  |  |                                                     |  |  |                                                   |  |
|                                                         |                                              | Dorothea di Reuss-Greiz                           | Amelia di Mansfeld                             |  |  |       |  |  |                                                     |  |  |                                                   |  |
|                                                         |                                              | Dorothea di Reuss-Greiz                           |                                                |  |  |       |  |  |                                                     |  |  |                                                   |  |

| Controllo di autorità | VIAF (EN) 65200377 · CERL cnp01129284 · GND (DE) 133584887 |